# I liga argentyńska w piłce nożnej (1934)
Mistrzem Argentyny w roku 1934 w ramach rozgrywek organizowanych przez uznawaną przez FIFA federację Asociación Argentina de Football został klub Estudiantil Porteño Buenos Aires, natomiast tytuł wicemistrza Argentyny zdobył klub CA Banfield.
Mistrzem Argentyny w roku 1934 w ramach rozgrywek organizowanych przez nieuznawaną przez FIFA federację Liga Argentina de Football został klub Boca Juniors, natomiast tytuł wicemistrza Argentyny zdobył klub Independiente.
Sezon w roku 1934 był ostatnim sezonem, w którym Argentyna miała dwóch mistrzów – ligi amatorskiej i ligi zawodowej. Federacja Asociación Argentina de Football (w skrócie AAF) połączyła się z Liga Argentina de Football (w skrócie LAF) tworząc nową federację Asociación del Football Argentino (w skrócie AFA), która została członkiem FIFA w miejsce poprzedniej federacji Asociación Argentina de Football. Odtąd jedynie mistrz ligi zawodowej organizowanej przez nową federację AFA miał prawo do oficjalnego tytułu mistrza Argentyny.

## Primera División – liga amatorska
Mistrzem Argentyny w roku 1934 w ramach rozgrywek organizowanych przez Asociación Argentina de Football został klub Estudiantil Porteño Buenos Aires, natomiast tytuł wicemistrza Argentyny zdobył klub CA Banfield. Były to ostatnie amatorskie mistrzostwa Argentyny które miały rangę mistrzostw ogólnokrajowych organizowanych przez federację uznawaną przez FIFA.
Klub Estudiantil Porteño Buenos Aires był ostatnim mistrzem Argentyny ligi amatorskiej.
Po fuzji z federacją Liga Argentina de Football powstała nowa federacja Asociación del Football Argentino, która począwszy od roku 1935 organizowała mistrzostwa Argentyny. Do pierwszej ligi zawodowej utworzonej przez nową federację nie wszedł żaden z klubów biorących udział w lidze amatorskiej.

### Kolejka 1
| Data             | Mecz                                                                   |
| ---------------- | ---------------------------------------------------------------------- |
| 15 kwietnia 1934 | Almagro Buenos Aires – CA Estudiantes 0:0                              |
| 15 kwietnia 1934 | Barracas Central Buenos Aires – Sportivo Buenos Aires 2:2              |
| 15 kwietnia 1934 | CA Banfield – Ramsar Buenos Aires 2:0                                  |
| 15 kwietnia 1934 | Excursionistas Buenos Aires – Club El Porvenir 1:2                     |
| 15 kwietnia 1934 | Estudiantil Porteño Buenos Aires – Gutenberg La Plata 3:1              |
| 15 kwietnia 1934 | General San Martín Buenos Aires – Sportivo Dock Sud 2:1                |
| 15 kwietnia 1934 | Liberal Argentino Buenos Aires – Colegiales Buenos Aires 1:1           |
| 15 kwietnia 1934 | CA All Boys – Sportivo Barracas Buenos Aires 0:0                       |
| 15 kwietnia 1934 | Palermo Buenos Aires – Argentino de CA Temperley 0:0                   |
| 15 kwietnia 1934 | Defensores de Belgrano Buenos Aires – Sportivo Alsina Buenos Aires 1:0 |
| 15 kwietnia 1934 | Argentino de CA Argentino de Quilmes – Nueva Chicago Buenos Aires 2:1  |

### Kolejka 2
| Data             | Mecz                                                                           |
| ---------------- | ------------------------------------------------------------------------------ |
| 22 kwietnia 1934 | Defensores de Belgrano Buenos Aires – Argentino de CA Argentino de Quilmes 2:1 |
| 22 kwietnia 1934 | Argentino de CA Temperley – Sportivo Alsina Buenos Aires 0:0                   |
| 22 kwietnia 1934 | Sportivo Barracas Buenos Aires – Palermo Buenos Aires 0:1                      |
| 22 kwietnia 1934 | Colegiales Buenos Aires – CA All Boys 1:0                                      |
| 22 kwietnia 1934 | General San Martín Buenos Aires – Liberal Argentino Buenos Aires 3:1           |
| 22 kwietnia 1934 | Sportivo Dock Sud – Estudiantil Porteño Buenos Aires 2:0                       |
| 22 kwietnia 1934 | Gutenberg La Plata – Excursionistas Buenos Aires 2:2                           |
| 22 kwietnia 1934 | Club El Porvenir – CA Banfield 2:1 Alfredo Etcheverry, Adolfo Hermo – ?        |
| 22 kwietnia 1934 | Ramsar Buenos Aires – Barracas Central Buenos Aires 3:0                        |
| 22 kwietnia 1934 | Sportivo Buenos Aires – Almagro Buenos Aires 1:1                               |

### Kolejka 3
| Data             | Mecz                                                                                      |
| ---------------- | ----------------------------------------------------------------------------------------- |
| 29 kwietnia 1934 | CA Estudiantes – Sportivo Buenos Aires 3:0                                                |
| 29 kwietnia 1934 | Almagro Buenos Aires – Ramsar Buenos Aires 3:1                                            |
| 29 kwietnia 1934 | Barracas Central Buenos Aires – Club El Porvenir 4:1 ?, ? – Alfredo Etcheverry            |
| 29 kwietnia 1934 | CA Banfield – Gutenberg La Plata 1:1                                                      |
| 29 kwietnia 1934 | Excursionistas Buenos Aires – Sportivo Dock Sud 2:2                                       |
| 29 kwietnia 1934 | Estudiantil Porteño Buenos Aires – Liberal Argentino Buenos Aires 3:2                     |
| 29 kwietnia 1934 | CA All Boys – General San Martín Buenos Aires 1:1                                         |
| 29 kwietnia 1934 | Palermo Buenos Aires – Colegiales Buenos Aires 0:1 mecz przerwany – nie został dokończony |
| 29 kwietnia 1934 | Sportivo Alsina Buenos Aires – Sportivo Barracas Buenos Aires 2:1                         |
| 29 kwietnia 1934 | Argentino de CA Argentino de Quilmes – Argentino de CA Temperley 2:2                      |

### Kolejka 4
| Data        | Mecz                                                                                 |
| ----------- | ------------------------------------------------------------------------------------ |
| 6 maja 1934 | Defensores de Belgrano Buenos Aires – Nueva Chicago Buenos Aires 2:2                 |
| 6 maja 1934 | Argentino de CA Temperley – Sportivo Acassuso 3:0                                    |
| 6 maja 1934 | Sportivo Barracas Buenos Aires – Argentino de CA Argentino de Quilmes 2:1            |
| 6 maja 1934 | Colegiales Buenos Aires – Sportivo Alsina Buenos Aires 2:0                           |
| 6 maja 1934 | General San Martín Buenos Aires – Palermo Buenos Aires 6:0                           |
| 6 maja 1934 | Estudiantil Porteño Buenos Aires – CA All Boys 3:2                                   |
| 6 maja 1934 | Liberal Argentino Buenos Aires – Excursionistas Buenos Aires 2:1                     |
| 6 maja 1934 | Sportivo Dock Sud – CA Banfield 1:0                                                  |
| 6 maja 1934 | Gutenberg La Plata – Barracas Central Buenos Aires 4:2                               |
| 6 maja 1934 | Club El Porvenir – Almagro Buenos Aires 2:0 Elías Agrelo, Adolfo Hermo               |
| 6 maja 1934 | Ramsar Buenos Aires – CA Estudiantes 1:1 klubowi Ramsar Buenos Aires odebrano punkty |

### Kolejka 5
| Data         | Mecz                                                                                  |
| ------------ | ------------------------------------------------------------------------------------- |
| 13 maja 1934 | Sportivo Buenos Aires – Ramsar Buenos Aires 1:3                                       |
| 13 maja 1934 | CA Estudiantes – Club El Porvenir 0:1 José García                                     |
| 13 maja 1934 | Almagro Buenos Aires – Gutenberg La Plata 3:1                                         |
| 13 maja 1934 | Barracas Central Buenos Aires – Sportivo Dock Sud 1:1                                 |
| 13 maja 1934 | CA Banfield – Liberal Argentino Buenos Aires 3:0                                      |
| 13 maja 1934 | Excursionistas Buenos Aires – CA All Boys 2:1                                         |
| 13 maja 1934 | Palermo Buenos Aires – Estudiantil Porteño Buenos Aires 0:2                           |
| 13 maja 1934 | Sportivo Alsina Buenos Aires – General San Martín Buenos Aires 3:1                    |
| 13 maja 1934 | Argentino de CA Argentino de Quilmes – Colegiales Buenos Aires 1:1                    |
| 13 maja 1934 | Sportivo Acassuso – Sportivo Barracas Buenos Aires 0:0                                |
| 13 maja 1934 | Nueva Chicago Buenos Aires – Argentino de CA Temperley 1:2 Dematteo – Julio Souza (2) |

### Kolejka 6
| Data         | Mecz |
| ------------ | --- |
| 20 maja 1934 | Argentino de CA Temperley – Defensores de Belgrano Buenos Aires 4:2 J. Díaz, Calabrese, Ravello, J. Souza – Luppo, Managlia |
| 20 maja 1934 | Sportivo Barracas Buenos Aires – Nueva Chicago Buenos Aires 0:1                                                             |
| 20 maja 1934 | Colegiales Buenos Aires – Sportivo Acassuso 1:1                                                                             |
| 20 maja 1934 | General San Martín Buenos Aires – Argentino de CA Argentino de Quilmes 1:1                                                  |
| 20 maja 1934 | Excursionistas Buenos Aires – Palermo Buenos Aires 3:0                                                                      |
| 20 maja 1934 | CA All Boys – CA Banfield 1:2                                                                                               |
| 20 maja 1934 | Liberal Argentino Buenos Aires – Barracas Central Buenos Aires 4:3                                                          |
| 20 maja 1934 | Sportivo Dock Sud – Almagro Buenos Aires 2:1                                                                                |
| 20 maja 1934 | Gutenberg La Plata – CA Estudiantes 0:2                                                                                     |
| 20 maja 1934 | Club El Porvenir – Sportivo Buenos Aires 3:0                                                                                |
| 20 maja 1934 | Estudiantil Porteño Buenos Aires – Sportivo Alsina Buenos Aires 3:2                                                         |

### Kolejka 7
| Data            | Mecz |
| --------------- | --- |
| 10 czerwca 1934 | Ramsar Buenos Aires – Club El Porvenir 0:1 Elías Agrelo                                                         |
| 10 czerwca 1934 | Sportivo Buenos Aires – Gutenberg La Plata 2:1                                                                  |
| 10 czerwca 1934 | CA Estudiantes – Sportivo Dock Sud 0:2                                                                          |
| 10 czerwca 1934 | Almagro Buenos Aires – Liberal Argentino Buenos Aires 3:1                                                       |
| 10 czerwca 1934 | Barracas Central Buenos Aires – CA All Boys 1:2                                                                 |
| 10 czerwca 1934 | CA Banfield – Palermo Buenos Aires 2:0                                                                          |
| 10 czerwca 1934 | Sportivo Alsina Buenos Aires – Excursionistas Buenos Aires 4:1                                                  |
| 10 czerwca 1934 | Argentino de CA Argentino de Quilmes – Estudiantil Porteño Buenos Aires 2:2                                     |
| 10 czerwca 1934 | Sportivo Acassuso – General San Martín Buenos Aires 0:0                                                         |
| 10 czerwca 1934 | Nueva Chicago Buenos Aires – Colegiales Buenos Aires 1:1                                                        |
| 10 czerwca 1934 | Defensores de Belgrano Buenos Aires – Sportivo Barracas Buenos Aires 1:0 mecz przerwany i nie został dokończony |

### Kolejka 8
| Data            | Mecz                                                                   |
| --------------- | ---------------------------------------------------------------------- |
| 17 czerwca 1934 | Sportivo Barracas Buenos Aires – Argentino de CA Temperley 0:0         |
| 17 czerwca 1934 | Colegiales Buenos Aires – Defensores de Belgrano Buenos Aires 3:2      |
| 17 czerwca 1934 | General San Martín Buenos Aires – Nueva Chicago Buenos Aires 2:2       |
| 17 czerwca 1934 | Sportivo Acassuso – Estudiantil Porteño Buenos Aires 0:3               |
| 17 czerwca 1934 | Excursionistas Buenos Aires – Argentino de CA Argentino de Quilmes 4:2 |
| 17 czerwca 1934 | CA Banfield – Sportivo Alsina Buenos Aires 5:1                         |
| 17 czerwca 1934 | Palermo Buenos Aires – Barracas Central Buenos Aires 2:3               |
| 17 czerwca 1934 | CA All Boys – Almagro Buenos Aires 2:1                                 |
| 17 czerwca 1934 | Liberal Argentino Buenos Aires – CA Estudiantes 0:5                    |
| 17 czerwca 1934 | Sportivo Dock Sud – Sportivo Buenos Aires 3:1                          |
| 17 czerwca 1934 | Gutenberg La Plata – Ramsar Buenos Aires 2:2                           |

### Kolejka 9
| Data             | Mecz                                                                         |
| ---------------- | ---------------------------------------------------------------------------- |
| 24 czerwca 1934  | Ramsar Buenos Aires – Sportivo Dock Sud 0:3                                  |
| 24 czerwca 1934  | Sportivo Buenos Aires – Liberal Argentino Buenos Aires 4:3                   |
| 24 czerwca 1934  | CA Estudiantes – CA All Boys 4:1                                             |
| 24 czerwca 1934  | Almagro Buenos Aires – Palermo Buenos Aires 4:1                              |
| 24 czerwca 1934  | Argentino de CA Argentino de Quilmes – CA Banfield 2:3                       |
| 24 czerwca 1934  | Sportivo Acassuso – Excursionistas Buenos Aires 2:0                          |
| 24 czerwca 1934  | Nueva Chicago Buenos Aires – Estudiantil Porteño Buenos Aires 0:2            |
| 24 czerwca 1934  | Argentino de CA Temperley – Colegiales Buenos Aires 0:0                      |
| 19 sierpnia 1934 | Barracas Central Buenos Aires – Sportivo Alsina Buenos Aires 2:4             |
| 19 sierpnia 1934 | Defensores de Belgrano Buenos Aires – General San Martín Buenos Aires 2:1    |
| 23 września 1934 | Club El Porvenir – Gutenberg La Plata 2:1 Adolfo Hermo, Pascual Capiello – ? |

### Kolejka 10
| Data         | Mecz                                                                       |
| ------------ | -------------------------------------------------------------------------- |
| 1 lipca 1934 | Colegiales Buenos Aires – Sportivo Barracas Buenos Aires 3:2               |
| 1 lipca 1934 | General San Martín Buenos Aires – Argentino de CA Temperley 2:1            |
| 1 lipca 1934 | Estudiantil Porteño Buenos Aires – Defensores de Belgrano Buenos Aires 5:1 |
| 1 lipca 1934 | Excursionistas Buenos Aires – Nueva Chicago Buenos Aires 1:0               |
| 1 lipca 1934 | CA Banfield – Sportivo Acassuso 6:0                                        |
| 1 lipca 1934 | Barracas Central Buenos Aires – Argentino de CA Argentino de Quilmes 2:1   |
| 1 lipca 1934 | Sportivo Alsina Buenos Aires – Almagro Buenos Aires 1:1                    |
| 1 lipca 1934 | Palermo Buenos Aires – CA Estudiantes 2:3                                  |
| 1 lipca 1934 | CA All Boys – Sportivo Buenos Aires 5:2                                    |
| 1 lipca 1934 | Liberal Argentino Buenos Aires – Ramsar Buenos Aires 1:0                   |
| 1 lipca 1934 | Sportivo Dock Sud – Club El Porvenir 2:1 ?, ? – Alfredo Etcheverry         |

### Kolejka 11
| Data          | Mecz |
| ------------- | --- |
| 15 lipca 1934 | Gutenberg La Plata – Sportivo Dock Sud 4:0                                                                    |
| 15 lipca 1934 | Club El Porvenir – Liberal Argentino Buenos Aires 5:2 Elías Agrelo (3), Pascual Capiello, Adolfo Hermo – ?, ? |
| 15 lipca 1934 | Ramsar Buenos Aires – CA All Boys 1:1                                                                         |
| 15 lipca 1934 | Sportivo Buenos Aires – Palermo Buenos Aires 3:4                                                              |
| 15 lipca 1934 | CA Estudiantes – Sportivo Alsina Buenos Aires 5:0                                                             |
| 15 lipca 1934 | Almagro Buenos Aires – Argentino de CA Argentino de Quilmes 1:2                                               |
| 15 lipca 1934 | Sportivo Acassuso – Barracas Central Buenos Aires 0:2                                                         |
| 15 lipca 1934 | Nueva Chicago Buenos Aires – CA Banfield 4:4                                                                  |
| 15 lipca 1934 | Defensores de Belgrano Buenos Aires – Excursionistas Buenos Aires 3:1                                         |
| 15 lipca 1934 | Argentino de CA Temperley – Estudiantil Porteño Buenos Aires 2:3                                              |
| 15 lipca 1934 | Sportivo Barracas Buenos Aires – General San Martín Buenos Aires 0:1                                          |

### Kolejka 12
| Data             | Mecz                                                                  |
| ---------------- | --------------------------------------------------------------------- |
| 22 lipca 1934    | Colegiales Buenos Aires – General San Martín Buenos Aires 2:1         |
| 22 lipca 1934    | Estudiantil Porteño Buenos Aires – Sportivo Barracas Buenos Aires 2:0 |
| 22 lipca 1934    | Excursionistas Buenos Aires – Argentino de CA Temperley 2:0           |
| 22 lipca 1934    | CA Banfield – Defensores de Belgrano Buenos Aires 3:1                 |
| 22 lipca 1934    | Barracas Central Buenos Aires – Nueva Chicago Buenos Aires 3:2        |
| 22 lipca 1934    | Almagro Buenos Aires – Sportivo Acassuso 0:3                          |
| 22 lipca 1934    | Argentino de CA Argentino de Quilmes – CA Estudiantes 4:1             |
| 22 lipca 1934    | Sportivo Alsina Buenos Aires – Sportivo Buenos Aires 4:3              |
| 22 lipca 1934    | Palermo Buenos Aires – Ramsar Buenos Aires 0:1                        |
| 22 lipca 1934    | CA All Boys – Club El Porvenir 1:1 ? – Adolfo Hermo                   |
| 19 sierpnia 1934 | Liberal Argentino Buenos Aires – Gutenberg La Plata 4:0               |

### Kolejka 13
| Data          | Mecz                                                                           |
| ------------- | ------------------------------------------------------------------------------ |
| 29 lipca 1934 | Sportivo Dock Sud – Liberal Argentino Buenos Aires 3:0                         |
| 29 lipca 1934 | Club El Porvenir – Palermo Buenos Aires 4:0 Adolfo Hermo, Alfredo Aliberti (3) |
| 29 lipca 1934 | Ramsar Buenos Aires – Sportivo Alsina Buenos Aires 2:3                         |
| 29 lipca 1934 | Sportivo Buenos Aires – Argentino de CA Argentino de Quilmes 3:1               |
| 29 lipca 1934 | CA Estudiantes – Sportivo Acassuso 2:2                                         |
| 29 lipca 1934 | Nueva Chicago Buenos Aires – Almagro Buenos Aires 0:0                          |
| 29 lipca 1934 | Defensores de Belgrano Buenos Aires – Barracas Central Buenos Aires 3:1        |
| 29 lipca 1934 | Argentino de CA Temperley – CA Banfield 0:3                                    |
| 29 lipca 1934 | Sportivo Barracas Buenos Aires – Excursionistas Buenos Aires 3:0               |
| 29 lipca 1934 | Colegiales Buenos Aires – Estudiantil Porteño Buenos Aires 0:2                 |

### Kolejka 14
| Data            | Mecz |
| --------------- | --- |
| 5 sierpnia 1934 | Estudiantil Porteño Buenos Aires – General San Martín Buenos Aires 3:0                                                                          |
| 5 sierpnia 1934 | Excursionistas Buenos Aires – Colegiales Buenos Aires 3:0                                                                                       |
| 5 sierpnia 1934 | Sportivo Barracas Buenos Aires – CA Banfield 0:0                                                                                                |
| 5 sierpnia 1934 | Barracas Central Buenos Aires – Argentino de CA Temperley 4:1                                                                                   |
| 5 sierpnia 1934 | Defensores de Belgrano Buenos Aires – Almagro Buenos Aires 1:0                                                                                  |
| 5 sierpnia 1934 | Nueva Chicago Buenos Aires – CA Estudiantes 0:1                                                                                                 |
| 5 sierpnia 1934 | Sportivo Acassuso – Sportivo Buenos Aires 4:1                                                                                                   |
| 5 sierpnia 1934 | Argentino de CA Argentino de Quilmes – Ramsar Buenos Aires 9:2 Scialabba, Maseda (3), Calvo (2), Donato, Ruiz s, Cacciópoli – Sánchez, Lamberti |
| 5 sierpnia 1934 | Sportivo Alsina Buenos Aires – Club El Porvenir 3:1 ?, ? – Zazarino s                                                                           |
| 5 sierpnia 1934 | CA All Boys – Sportivo Dock Sud 3:0 |

### Kolejka 15
| Data             | Mecz                                                                                          |
| ---------------- | --------------------------------------------------------------------------------------------- |
| 12 sierpnia 1934 | Liberal Argentino Buenos Aires – CA All Boys 3:1                                              |
| 12 sierpnia 1934 | Sportivo Dock Sud – Palermo Buenos Aires 1:0                                                  |
| 12 sierpnia 1934 | Gutenberg La Plata – Sportivo Alsina Buenos Aires 2:0                                         |
| 12 sierpnia 1934 | Club El Porvenir – Argentino de CA Argentino de Quilmes 2:1 Carmelo Rovito, Manuel Lovera – ? |
| 12 sierpnia 1934 | Ramsar Buenos Aires – Sportivo Acassuso 1:1                                                   |
| 12 sierpnia 1934 | Sportivo Buenos Aires – Nueva Chicago Buenos Aires 1:4                                        |
| 12 sierpnia 1934 | Defensores de Belgrano Buenos Aires – CA Estudiantes 1:0                                      |
| 12 sierpnia 1934 | Argentino de CA Temperley – Almagro Buenos Aires 3:2                                          |
| 12 sierpnia 1934 | Sportivo Barracas Buenos Aires – Barracas Central Buenos Aires 1:0                            |
| 12 sierpnia 1934 | Colegiales Buenos Aires – CA Banfield 2:2                                                     |
| 12 sierpnia 1934 | General San Martín Buenos Aires – Excursionistas Buenos Aires 2:1                             |

### Kolejka 16
| Data             | Mecz                                                               |
| ---------------- | ------------------------------------------------------------------ |
| 26 sierpnia 1934 | Excursionistas Buenos Aires – Estudiantil Porteño Buenos Aires 3:1 |
| 26 sierpnia 1934 | CA Banfield – General San Martín Buenos Aires 4:0                  |
| 26 sierpnia 1934 | Barracas Central Buenos Aires – Colegiales Buenos Aires 1:0        |
| 26 sierpnia 1934 | Almagro Buenos Aires – Sportivo Barracas Buenos Aires 2:0          |
| 26 sierpnia 1934 | CA Estudiantes – Argentino de CA Temperley 2:0                     |
| 26 sierpnia 1934 | Sportivo Buenos Aires – Defensores de Belgrano Buenos Aires 1:2    |
| 26 sierpnia 1934 | Nueva Chicago Buenos Aires – Ramsar Buenos Aires 7:0               |
| 26 sierpnia 1934 | Sportivo Acassuso – Club El Porvenir 0:0                           |
| 26 sierpnia 1934 | Argentino de CA Argentino de Quilmes – Gutenberg La Plata 5:0      |
| 26 sierpnia 1934 | Sportivo Alsina Buenos Aires – Sportivo Dock Sud 3:1               |
| 26 sierpnia 1934 | Palermo Buenos Aires – Liberal Argentino Buenos Aires 2:2          |

### Kolejka 17
| Data             | Mecz                                                                                     |
| ---------------- | ---------------------------------------------------------------------------------------- |
| 2 września 1934  | CA All Boys – Palermo Buenos Aires 2:1                                                   |
| 2 września 1934  | Liberal Argentino Buenos Aires – Sportivo Alsina Buenos Aires 2:1                        |
| 2 września 1934  | Sportivo Dock Sud – Argentino de CA Argentino de Quilmes 2:1                             |
| 2 września 1934  | Gutenberg La Plata – Sportivo Acassuso 2:0                                               |
| 2 września 1934  | Club El Porvenir – Nueva Chicago Buenos Aires 3:0 Jesús Ríos, Elías Agrelo, Adolfo Hermo |
| 2 września 1934  | Ramsar Buenos Aires – Defensores de Belgrano Buenos Aires 0:1                            |
| 2 września 1934  | Sportivo Barracas Buenos Aires – CA Estudiantes 2:0                                      |
| 2 września 1934  | Colegiales Buenos Aires – Almagro Buenos Aires 1:1                                       |
| 2 września 1934  | General San Martín Buenos Aires – Barracas Central Buenos Aires 3:1                      |
| 23 września 1934 | Argentino de CA Temperley – Sportivo Buenos Aires 3:2                                    |
| 23 września 1934 | Estudiantil Porteño Buenos Aires – CA Banfield 2:1                                       |

### Kolejka 18
| Data             | Mecz                                                                                 |
| ---------------- | ------------------------------------------------------------------------------------ |
| 16 września 1934 | CA Banfield – Excursionistas Buenos Aires 1:0                                        |
| 16 września 1934 | Barracas Central Buenos Aires – Estudiantil Porteño Buenos Aires 0:0                 |
| 16 września 1934 | Almagro Buenos Aires – General San Martín Buenos Aires 2:0                           |
| 16 września 1934 | CA Estudiantes – Colegiales Buenos Aires 2:0                                         |
| 16 września 1934 | Sportivo Buenos Aires – Sportivo Barracas Buenos Aires 2:0                           |
| 16 września 1934 | Argentino de CA Temperley – Ramsar Buenos Aires 2:0                                  |
| 16 września 1934 | Defensores de Belgrano Buenos Aires – Club El Porvenir 3:1 ?, ? – Alfredo Etcheverry |
| 16 września 1934 | Nueva Chicago Buenos Aires – Gutenberg La Plata 4:3                                  |
| 16 września 1934 | Sportivo Acassuso – Sportivo Dock Sud 0:0                                            |
| 16 września 1934 | Argentino de CA Argentino de Quilmes – Liberal Argentino Buenos Aires 3:0            |
| 16 września 1934 | Sportivo Alsina Buenos Aires – CA All Boys 7:2                                       |

### Kolejka 19
| Data             | Mecz |
| ---------------- | --- |
| 30 września 1934 | Palermo Buenos Aires – Sportivo Alsina Buenos Aires 1:1                                                   |
| 30 września 1934 | CA All Boys – Argentino de CA Argentino de Quilmes 1:1                                                    |
| 30 września 1934 | Liberal Argentino Buenos Aires – Sportivo Acassuso 0:2                                                    |
| 30 września 1934 | Sportivo Dock Sud – Nueva Chicago Buenos Aires 2:0                                                        |
| 30 września 1934 | Gutenberg La Plata – Defensores de Belgrano Buenos Aires 1:3                                              |
| 30 września 1934 | Club El Porvenir – Argentino de CA Temperley 4:0 Garagnano s, Adolfo Hermo, Alfredo Etcheverry, J. García |
| 30 września 1934 | Sportivo Barracas Buenos Aires – Ramsar Buenos Aires 2:2                                                  |
| 30 września 1934 | Colegiales Buenos Aires – Sportivo Buenos Aires 2:2                                                       |
| 30 września 1934 | General San Martín Buenos Aires – CA Estudiantes 2:1                                                      |
| 30 września 1934 | Estudiantil Porteño Buenos Aires – Almagro Buenos Aires 2:1                                               |
| 30 września 1934 | Excursionistas Buenos Aires – Barracas Central Buenos Aires 5:1                                           |

### Kolejka 20
| Data                | Mecz                                                            |
| ------------------- | --------------------------------------------------------------- |
| 7 października 1934 | CA Banfield – Barracas Central Buenos Aires 2:1                 |
| 7 października 1934 | Almagro Buenos Aires – Excursionistas Buenos Aires 3:2          |
| 7 października 1934 | CA Estudiantes – Estudiantil Porteño Buenos Aires 2:1           |
| 7 października 1934 | Sportivo Buenos Aires – General San Martín Buenos Aires 1:2     |
| 7 października 1934 | Ramsar Buenos Aires – Colegiales Buenos Aires 2:1               |
| 7 października 1934 | Club El Porvenir – Sportivo Barracas Buenos Aires 3:0           |
| 7 października 1934 | Argentino de CA Temperley – Gutenberg La Plata 5:0              |
| 7 października 1934 | Defensores de Belgrano Buenos Aires – Sportivo Dock Sud 1:1     |
| 7 października 1934 | Nueva Chicago Buenos Aires – Liberal Argentino Buenos Aires 2:1 |
| 7 października 1934 | Sportivo Acassuso – CA All Boys 4:1                             |
| 7 października 1934 | Argentino de CA Argentino de Quilmes – Palermo Buenos Aires 5:1 |

### Kolejka 21
| Data                 | Mecz                                                                                     |
| -------------------- | ---------------------------------------------------------------------------------------- |
| 14 października 1934 | Sportivo Alsina Buenos Aires – Argentino de CA Argentino de Quilmes 1:0                  |
| 14 października 1934 | Palermo Buenos Aires – Sportivo Acassuso 0:3                                             |
| 14 października 1934 | CA All Boys – Nueva Chicago Buenos Aires 3:3                                             |
| 14 października 1934 | Liberal Argentino Buenos Aires – Defensores de Belgrano Buenos Aires 1:4                 |
| 14 października 1934 | Sportivo Dock Sud – Argentino de CA Temperley 2:0                                        |
| 14 października 1934 | Gutenberg La Plata – Sportivo Barracas Buenos Aires 7:0 mecz przerwany – wynik zachowano |
| 14 października 1934 | Colegiales Buenos Aires – Club El Porvenir 1:1 ? – Adolfo Hermo                          |
| 14 października 1934 | General San Martín Buenos Aires – Ramsar Buenos Aires 4:0                                |
| 14 października 1934 | Estudiantil Porteño Buenos Aires – Sportivo Buenos Aires 2:1                             |
| 14 października 1934 | Excursionistas Buenos Aires – CA Estudiantes 3:1                                         |
| 14 października 1934 | CA Banfield – Almagro Buenos Aires 3:1                                                   |

### Kolejka 22
| Data                 | Mecz                                                           |
| -------------------- | -------------------------------------------------------------- |
| 21 października 1934 | Almagro Buenos Aires – Barracas Central Buenos Aires 2:1       |
| 21 października 1934 | CA Estudiantes – CA Banfield 1:1                               |
| 21 października 1934 | Sportivo Buenos Aires – Excursionistas Buenos Aires 2:3        |
| 21 października 1934 | Ramsar Buenos Aires – Estudiantil Porteño Buenos Aires 0:3     |
| 21 października 1934 | Club El Porvenir – General San Martín Buenos Aires 0:1         |
| 21 października 1934 | Gutenberg La Plata – Colegiales Buenos Aires 3:0               |
| 21 października 1934 | Sportivo Barracas Buenos Aires – Sportivo Dock Sud 2:1         |
| 21 października 1934 | Argentino de CA Temperley – Liberal Argentino Buenos Aires 1:1 |
| 21 października 1934 | Defensores de Belgrano Buenos Aires – CA All Boys 1:0          |
| 21 października 1934 | Nueva Chicago Buenos Aires – Palermo Buenos Aires 2:1          |
| 21 października 1934 | Sportivo Acassuso – Sportivo Alsina Buenos Aires 1:0           |

### Kolejka 23
| Data                 | Mecz                                                                                  |
| -------------------- | ------------------------------------------------------------------------------------- |
| 28 października 1934 | Argentino de CA Argentino de Quilmes – Sportivo Acassuso 4:3                          |
| 28 października 1934 | Sportivo Alsina Buenos Aires – Nueva Chicago Buenos Aires 2:0                         |
| 28 października 1934 | Palermo Buenos Aires – Defensores de Belgrano Buenos Aires 0:2                        |
| 28 października 1934 | CA All Boys – Argentino de CA Temperley 6:2                                           |
| 28 października 1934 | Liberal Argentino Buenos Aires – Sportivo Barracas Buenos Aires 2:3                   |
| 28 października 1934 | Sportivo Dock Sud – Colegiales Buenos Aires 4:0                                       |
| 28 października 1934 | General San Martín Buenos Aires – Gutenberg La Plata 4:1                              |
| 28 października 1934 | Estudiantil Porteño Buenos Aires – Club El Porvenir 4:2 ?, ? – Alfredo Etcheverry (2) |
| 28 października 1934 | Excursionistas Buenos Aires – Ramsar Buenos Aires 1:1                                 |
| 28 października 1934 | CA Banfield – Sportivo Buenos Aires 1:0                                               |
| 28 października 1934 | Barracas Central Buenos Aires – CA Estudiantes 2:6                                    |

### Końcowa tabela ligi amatorskiej sezonu 1934
| Poz | Klub                                 | Mecze | Zw | Rem | Por | Pkt | BrZd | BrStr |
| --- | ------------------------------------ | ----- | -- | --- | --- | --- | ---- | ----- |
| 1   | Estudiantil Porteño Buenos Aires     | 22    | 17 | 2   | 3   | 36  | 51   | 24    |
| 2   | CA Banfield                          | 22    | 14 | 5   | 3   | 33  | 50   | 20    |
| 3   | Defensores de Belgrano Buenos Aires  | 22    | 15 | 2   | 5   | 32  | 39   | 26    |
| 4   | Sportivo Dock Sud                    | 22    | 13 | 4   | 5   | 30  | 36   | 22    |
| 5   | Club El Porvenir                     | 22    | 13 | 3   | 6   | 29  | 42   | 25    |
| 6   | General San Martín Buenos Aires      | 22    | 12 | 4   | 6   | 28  | 39   | 28    |
| 7   | CA Estudiantes                       | 22    | 12 | 3   | 7   | 27  | 41   | 24    |
| 8   | Sportivo Alsina Buenos Aires         | 22    | 11 | 3   | 8   | 25  | 42   | 37    |
| 9   | Excursionistas Buenos Aires          | 22    | 10 | 3   | 9   | 23  | 41   | 35    |
| 10  | Sportivo Acassuso                    | 22    | 8  | 7   | 7   | 23  | 26   | 26    |
| 11  | Argentino de CA Argentino de Quilmes | 22    | 8  | 5   | 9   | 21  | 51   | 37    |
| 12  | Almagro Buenos Aires                 | 22    | 8  | 5   | 9   | 21  | 32   | 30    |
| 13  | Colegiales Buenos Aires              | 22    | 6  | 9   | 7   | 21  | 23   | 32    |
| 14  | Nueva Chicago Buenos Aires           | 22    | 7  | 6   | 9   | 20  | 36   | 36    |
| 15  | Argentino de CA Temperley            | 22    | 7  | 6   | 9   | 20  | 31   | 38    |
| 16  | CA All Boys                          | 22    | 6  | 6   | 10  | 18  | 36   | 41    |
| 17  | Gutenberg La Plata                   | 22    | 7  | 3   | 12  | 17  | 36   | 44    |
| 18  | Barracas Central Buenos Aires        | 22    | 7  | 3   | 12  | 17  | 37   | 49    |
| 19  | Sportivo Barracas Buenos Aires       | 22    | 6  | 5   | 11  | 17  | 18   | 31    |
| 20  | Liberal Argentino Buenos Aires       | 22    | 6  | 3   | 13  | 15  | 33   | 53    |
| 21  | Ramsar Buenos Aires                  | 22    | 4  | 5   | 13  | 13  | 21   | 48    |
| 22  | Sportivo Buenos Aires                | 22    | 4  | 3   | 15  | 11  | 35   | 56    |
| 23  | Palermo Buenos Aires                 | 22    | 3  | 3   | 16  | 9   | 16   | 50    |

## Primera División – liga zawodowa
Mistrzem Argentyny w roku 1934 w ramach rozgrywek organizowanych przez Liga Argentina de Football został klub Boca Juniors, natomiast tytuł wicemistrza Argentyny zdobył klub Independiente.
Podczas rozgrywek ligowych rozegrano trzy rundy, czyli każdy z każdym zagrał trzykrotnie. Choć w rozgrywkach wzięło udział 16 klubów, to zespołów było 14, gdyż cztery kluby utworzyły dwie unie po dwa kluby. Pierwsza z unii składała się z klubów Atlanta Buenos Aires i Argentinos Juniors, natomiast druga – z klubów Talleres Remedios de Escalada i Club Atlético Lanús.
Do ligi zawodowej po fuzji z federacją Asociación Argentina de Football dołączyły Quilmes Athletic Buenos Aires i CA Tigre.

### Kolejka 1
| Data          | Mecz |
| ------------- | --- |
| 18 marca 1934 | Gimnasia y Esgrima La Plata – Ferro Carril Oeste 8:2 Ismael Morgada, Armando Zoroza (2), Manuel Fidel (2), Arturo Naón (3) – Alberto Rival, Francisco Sponda k mecz rozegrany został na stadionie klubu Estudiantes                                     |
| 18 marca 1934 | CA Huracán – Boca Juniors 0:4 Francisco Varallo (2), Roberto Cherro, Vicente Cusatti |
| 18 marca 1934 | Independiente – CA Platense 1:1 Antonio Sastre – Pascual Molina |
| 18 marca 1934 | River Plate – San Lorenzo de Almagro 6:1 José Lamas, Bernabé Ferreyra (2), Pedro Lago (3) – Gabriel Magán |
| 18 marca 1934 | Atlanta-Argentinos Juniors – Chacarita Juniors 1:2 Carlos B. Moyano – Héctor Roselló (2) mecz rozegrany został na stadionie klubu Argentinos Juniors |
| 18 marca 1934 | Talleres Remedios de Escalada-Club Atlético Lanús – Racing Club de Avellaneda 3:4 Anselmo Pintado (2), Alberto Lorenzo – Vicente Del Giúdice (2), Roberto Bugueyro, Vicente Zito mecz rozegrany został na stadionie klubu Talleres Remedios de Escalada |
| 18 marca 1934 | CA Vélez Sarsfield – Estudiantes La Plata 1:1 Federico Sachs – Alberto Zozaya |

### Kolejka 2
| Data            | Mecz |
| --------------- | --- |
| 25 marca 1934   | Ferro Carril Oeste – Talleres Remedios de Escalada-Club Atlético Lanús 4:2 Alberto Rival (2), Francisco Sponda, Carlos Novo – Juan Meraldi (2) |
| 25 marca 1934   | CA Platense – Estudiantes La Plata 2:2 Antonio Campilongo, José Pérez – Alberto Zozaya, Roberto Sbarra                                         |
| 25 marca 1934   | San Lorenzo de Almagro – Atlanta-Argentinos Juniors 6:1 Diego García (2), Gabriel Magán (2), Luis Rojas, Genaro Canteli – Desiderio Alvarez    |
| 1 kwietnia 1934 | Boca Juniors – CA Vélez Sarsfield 2:2 Luis A. Sánchez (2) – Oscar De Dovitis, Juan Michal                                                      |
| 1 kwietnia 1934 | Chacarita Juniors – CA Huracán 1:0 Ricardo Barraza                                                                                             |
| 1 kwietnia 1934 | Gimnasia y Esgrima La Plata – River Plate 1:1 Tomás González – José Lamas                                                                      |
| 1 kwietnia 1934 | Racing Club de Avellaneda – Independiente 0:1 Felipe Álvarez                                                                                   |

### Kolejka 3
| Data            | Mecz |
| --------------- | --- |
| 8 kwietnia 1934 | Boca Juniors – Chacarita Juniors 3:2 Francisco Varallo, Roberto Cherro, Delfín Benítez Cáceres – Ricardo Barraza, Tomás Bracamonte                                                                             |
| 8 kwietnia 1934 | Estudiantes La Plata – Racing Club de Avellaneda 2:0 Roberto Sbarra, Máximo Rodríguez s |
| 8 kwietnia 1934 | CA Huracán – San Lorenzo de Almagro 0:3 Arturo Arrieta, Ricardo Alarcón, Diego García |
| 8 kwietnia 1934 | Independiente – Ferro Carril Oeste 1:0 Alberto Castillo |
| 8 kwietnia 1934 | Atlanta-Argentinos Juniors – Gimnasia y Esgrima La Plata 4:2 Enrique Liberanone, Ramón Luna, Amadeo Ortega, Carlos B. Moyano – Armando Zoroza, Tomás González mecz rozegrany został na stadionie klubu Atlanta |
| 8 kwietnia 1934 | Talleres Remedios de Escalada-Club Atlético Lanús – River Plate 1:3 José Penner – Bernabé Ferreyra (2), Manuel Ferreira mecz rozegrany został na stadionie klubu Lanús                                         |
| 8 kwietnia 1934 | CA Vélez Sarsfield – CA Platense 1:3 Iván Mayo – Antonio Campilongo (2), Pascual Molina |

### Kolejka 4
| Data             | Mecz |
| ---------------- | --- |
| 15 kwietnia 1934 | Chacarita Juniors – CA Vélez Sarsfield 0:2 Iván Mayo (2) |
| 15 kwietnia 1934 | Ferro Carril Oeste – Estudiantes La Plata 1:1 Alberto Rival – Alberto Zozaya |
| 15 kwietnia 1934 | Gimnasia y Esgrima La Plata – CA Huracán 2:1 Armando Zoroza, Arturo Naón – Daniel Bálsamo |
| 15 kwietnia 1934 | Racing Club de Avellaneda – CA Platense 2:4 Evaristo Barrera (2) – Tomás Beristain, José Pérez (2), Atilio García |
| 15 kwietnia 1934 | River Plate – Independiente 0:2 Antonio Sastre, Adolfo Martínez |
| 15 kwietnia 1934 | San Lorenzo de Almagro – Boca Juniors 2:2 Luis Rojas, Diego García – Luis A. Sánchez, Delfín Benítez Cáceres |
| 15 kwietnia 1934 | Talleres Remedios de Escalada-Club Atlético Lanús – Atlanta-Argentinos Juniors 4:1 José Penner (2), Jacinto Ferro, Isaías Romano – Vicente Pietracupa mecz rozegrany został na stadionie klubu Talleres Remedios de Escalada |

### Kolejka 5
| Data             | Mecz |
| ---------------- | --- |
| 22 kwietnia 1934 | Boca Juniors – Gimnasia y Esgrima La Plata 3:0 Luis A. Sánchez (2), Delfín Benítez Cáceres                                         |
| 22 kwietnia 1934 | Chacarita Juniors – San Lorenzo de Almagro 0:2 Gabriel Magán, Víctor Valussi s                                                     |
| 22 kwietnia 1934 | Estudiantes La Plata – River Plate 3:0 Xenofonte Marconi, Roberto Sbarra, Miguel A. Lauri                                          |
| 22 kwietnia 1934 | CA Huracán – Talleres Remedios de Escalada-Club Atlético Lanús 2:2 Juan Martínez, Francisco Viacaba – José Penner, Aníbal Troncoso |
| 22 kwietnia 1934 | Independiente – Atlanta-Argentinos Juniors 2:0 Felipe Álvarez, Vicente Rojas                                                       |
| 22 kwietnia 1934 | CA Platense – Ferro Carril Oeste 3:1 Atilio García, Tomás Beristain, Antonio Campilongo – Carlos Novo                              |
| 22 kwietnia 1934 | CA Vélez Sarsfield – Racing Club de Avellaneda 3:1 Iván Mayo, Agustín Cosso (2) – Roberto Bugueyro                                 |

### Kolejka 6
| Data             | Mecz |
| ---------------- | --- |
| 29 kwietnia 1934 | Ferro Carril Oeste – Racing Club de Avellaneda 2:1 Rubén Albarracín, Nicolás Infante – Demetrio Conidares                                                               |
| 29 kwietnia 1934 | Gimnasia y Esgrima La Plata – Chacarita Juniors 3:1 Arturo Naón (2), Ismael Morgada – Antonio Ruiz Díaz                                                                 |
| 29 kwietnia 1934 | Independiente – CA Huracán 4:1 Aldolfo Martínez, Felipe Alvarez (2), Vicente Rojas – Pascual Di Paola                                                                   |
| 29 kwietnia 1934 | River Plate – CA Platense 4:1 Carlos Peucelle, Pedro Lago, Benjamín Laterza, Federico Tello – Atilio García                                                             |
| 29 kwietnia 1934 | San Lorenzo de Almagro – CA Vélez Sarsfield 1:3 Gabriel Magán – Agustín Cosso (2), Oscar De Dovitis                                                                     |
| 29 kwietnia 1934 | Atlanta-Argentinos Juniors – Estudiantes La Plata 1:1 Amadeo Ortega – Oscar Tellechea mecz rozegrany został na stadionie klubu Atlanta                                  |
| 29 kwietnia 1934 | Talleres Remedios de Escalada-Club Atlético Lanús – Boca Juniors 2:1 José Penner, Marcos Encina – Delfín Benítez Cáceres mecz rozegrany został na stadionie klubu Lanús |

### Kolejka 7
| Data        | Mecz |
| ----------- | --- |
| 6 maja 1934 | Boca Juniors – Independiente 2:2 Delfín Benítez Cáceres, Vicente Cusatti – Adolfo Martínez, Antonio Sastre |
| 6 maja 1934 | Chacarita Juniors – Talleres Remedios de Escalada-Club Atlético Lanús 0:0                                  |
| 6 maja 1934 | Estudiantes La Plata – CA Huracán 1:1 Oscar Tellechea – Daniel Bálsamo                                     |
| 6 maja 1934 | CA Platense – Atlanta-Argentinos Juniors 1:1 Tomás Beristain – Ramón Luna                                  |
| 6 maja 1934 | Racing Club de Avellaneda – River Plate 0:4 Bernabé Ferreyra (2), Manuel Ferreira, Federico Tello          |
| 6 maja 1934 | San Lorenzo de Almagro – Gimnasia y Esgrima La Plata 2:1 Diego García (2) – Pedro Farías                   |
| 6 maja 1934 | CA Vélez Sarsfield – Ferro Carril Oeste 2:0 Iván Mayo (2)                                                  |

### Kolejka 8
| Data         | Mecz |
| ------------ | --- |
| 13 maja 1934 | Estudiantes La Plata – Boca Juniors 3:3 Xenofonte Marconi, Miguel A. Lauri (2) – Vicente Cusatti, Delfín Benítez Cáceres, Luis A. Sánchez                                                                |
| 13 maja 1934 | CA Huracán – CA Platense 3:1 José E. Romero, Herminio Masantonio (2) – Atilio García |
| 13 maja 1934 | Independiente – Chacarita Juniors 3:1 Arsenio Erico (2), Felipe Álvarez – Ricardo Barraza |
| 13 maja 1934 | River Plate – Ferro Carril Oeste 1:0 Bernabé Ferreyra |
| 13 maja 1934 | Atlanta-Argentinos Juniors – Racing Club de Avellaneda 0:1 Evaristo Barrera mecz rozegrany został na stadionie klubu Atlanta                                                                             |
| 13 maja 1934 | Talleres Remedios de Escalada-Club Atlético Lanús – San Lorenzo de Almagro 2:1 José Penner, Aníbal Troncoso – Petronilo do Britos mecz rozegrany został na stadionie klubu Talleres Remedios de Escalada |
| 13 maja 1934 | CA Vélez Sarsfield – Gimnasia y Esgrima La Plata 4:2 Agustín Cosso, Juan Presacco (2), Iván Mayo – Tomás González, Ismael Morgada                                                                        |

### Kolejka 9
| Data         | Mecz |
| ------------ | --- |
| 20 maja 1934 | Chacarita Juniors – Estudiantes La Plata 3:2 Augusto Mildemberger, Alfredo Gáspari, Pedro Stochetti – Oscar Tellechea, Iván De la Villa             |
| 20 maja 1934 | Ferro Carril Oeste – Atlanta-Argentinos Juniors 0:1 Amadeo Ortega                                                                                   |
| 20 maja 1934 | Gimnasia y Esgrima La Plata – Talleres Remedios de Escalada-Club Atlético Lanús 3:3 Arturo Naón (3) – Jacinto Ferro, Isaías Romano, Anselmo Pintado |
| 20 maja 1934 | CA Platense – Boca Juniors 1:1 Pascual Molina – Camilo Bonelli                                                                                      |
| 20 maja 1934 | Racing Club de Avellaneda – CA Huracán 3:1 Ángel Chazarreta (2), Evaristo Barrera – Herminio Masantonio                                             |
| 20 maja 1934 | River Plate – CA Vélez Sarsfield 2:1 Carlos Peucelle, Federico Tello – Agustín Cosso                                                                |
| 20 maja 1934 | San Lorenzo de Almagro – Independiente 1:2 Diego García – Adolfo Martínez, Antonio Sastre                                                           |

### Kolejka 10
| Data         | Mecz |
| ------------ | --- |
| 25 maja 1934 | Boca Juniors – Racing Club de Avellaneda 0:3 Roberto Bugueyro, Vicente Del Giúdice (2) |
| 25 maja 1934 | CA Huracán – Ferro Carril Oeste 1:0 Herminio Masantonio |
| 25 maja 1934 | Independiente – Gimnasia y Esgrima La Plata 1:3 Felipe Álvarez – Juan Echevarrieta (2), Pedro Farías                                                                                                   |
| 25 maja 1934 | CA Platense – Chacarita Juniors 2:1 Tomás Beristain, José Pérez – Augusto Mildemberger |
| 25 maja 1934 | Atlanta-Argentinos Juniors – River Plate 1:8 Carlos B. Moyano – Bernabé Ferreyra (3), Federico Tello (2), Bruno Rodolfi, Pedro Lago, Benjamín Laterza mecz rozegrany został na stadionie klubu Atlanta |
| 27 maja 1934 | Estudiantes La Plata – San Lorenzo de Almagro 2:3 Iván De la Villa, Alberto Zozaya – Rubén Cavadini (2), Luis Rojas                                                                                    |
| 27 maja 1934 | CA Vélez Sarsfield – Talleres Remedios de Escalada-Club Atlético Lanús 3:2 Juan Presacco, Agustín Cosso (2) – Aníbal Troncoso, José Penner                                                             |

### Kolejka 11
| Data            | Mecz |
| --------------- | --- |
| 10 czerwca 1934 | Ferro Carril Oeste – Boca Juniors 1:3 Ramón Villagra – Delfín Benítez Cáceres, Luis A. Sánchez, Roberto Cherro                                                                       |
| 10 czerwca 1934 | Gimnasia y Esgrima La Plata – Estudiantes La Plata walkower dla Gimnasia y Esgrima mecz przerwany w 15 minucie przy stanie 0:1 (bramkę zdobył Eduardo Sande)                         |
| 10 czerwca 1934 | Racing Club de Avellaneda – Chacarita Juniors 1:2 Ángel Chazarreta – Pedro Stochetti (2) mecz przerwany został w 85 minucie – wynik zachowano                                        |
| 10 czerwca 1934 | River Plate – CA Huracán 4:0 Federico Tello (2), Bernabé Ferreyra (2) |
| 10 czerwca 1934 | San Lorenzo de Almagro – CA Platense 3:0 Petronilo do Britos (2), Rubén Cavadini |
| 10 czerwca 1934 | Atlanta-Argentinos Juniors – CA Vélez Sarsfield 2:3 Julio Bottini, Enrique Liberanone – Agustín Cosso, Juan Presacco, Emilio Reuben mecz rozegrany został na stadionie klubu Atlanta |
| 10 czerwca 1934 | Talleres Remedios de Escalada-Club Atlético Lanús – Independiente 1:2 José Penner – Arturo Santos s, Alberto Castillo mecz rozegrany został na stadionie klubu Lanús                 |

### Kolejka 12
| Data            | Mecz |
| --------------- | --- |
| 17 czerwca 1934 | Boca Juniors – River Plate 4:1 Vicente Cusatti, Roberto Cherro, Luis A. Sánchez (2) – Bernabé Ferreyra                                                |
| 17 czerwca 1934 | Chacarita Juniors – Ferro Carril Oeste 5:2 Ernesto Duchini, Pedro Stochetti, Antonio Ruiz Díaz (2), Clemente Villagra – Ramón Villagra, Roberto Jorge |
| 17 czerwca 1934 | Estudiantes La Plata – Talleres Remedios de Escalada-Club Atlético Lanús 2:0 Xenofonte Marconi, Miguel A. Lauri                                       |
| 17 czerwca 1934 | CA Huracán – Atlanta-Argentinos Juniors 3:1 Carlos Belfiore, Daniel Bálsamo, Herminio Masantonio – Carlos B. Moyano                                   |
| 17 czerwca 1934 | CA Platense – Gimnasia y Esgrima La Plata 3:0 Tomás Beristain (2), Pascual Molina                                                                     |
| 17 czerwca 1934 | Racing Club de Avellaneda – San Lorenzo de Almagro 4:1 Roberto Bugueyro, Ángel Chazarreta, Evaristo Barrera (2) – Rubén Cavadini                      |
| 17 czerwca 1934 | CA Vélez Sarsfield – Independiente 2:1 Agustín Cosso, Iván Mayo – Antonio Sastre                                                                      |

### Kolejka 13
| Data            | Mecz |
| --------------- | --- |
| 24 czerwca 1934 | Ferro Carril Oeste – San Lorenzo de Almagro 0:1 Diego García |
| 24 czerwca 1934 | Gimnasia y Esgrima La Plata – Racing Club de Avellaneda 4:1 Arturo Naón (4) – Ángel Chazarreta |
| 24 czerwca 1934 | CA Huracán – CA Vélez Sarsfield 0:0 |
| 24 czerwca 1934 | Independiente – Estudiantes La Plata 3:1 Adolfo Martínez (2), Antonio Sastre – Iván De la Villa |
| 24 czerwca 1934 | River Plate – Chacarita Juniors 2:2 Bruno Rodolfi, Bernabé Ferreyra k – Clemente Villagra (2) |
| 24 czerwca 1934 | Atlanta-Argentinos Juniors – Boca Juniors 2:6 Ramón Luna, Amadeo Ortega – Delfín Benítez Cáceres, Roberto Cherro (3), Vicente Cusatti, Julio Benavídez mecz rozegrany został na stadionie klubu Atlanta   |
| 24 czerwca 1934 | Talleres Remedios de Escalada-Club Atlético Lanús – CA Platense 2:2 José Ibáñez s, Luis E. Pinto – Tomás Beristain, Pascual Molina mecz rozegrany został na stadionie klubu Talleres Remedios de Escalada |

### Kolejka 14
| Data         | Mecz |
| ------------ | --- |
| 1 lipca 1934 | Boca Juniors – CA Huracán 2:0 Julio Benavídez, Delfín Benítez Cáceres |
| 1 lipca 1934 | Chacarita Juniors – Atlanta-Argentinos Juniors 1:0 Pedro Stochetti |
| 1 lipca 1934 | Estudiantes La Plata – CA Vélez Sarsfield 2:0 Iván De la Villa, Eduardo Sande |
| 1 lipca 1934 | Ferro Carril Oeste – Gimnasia y Esgrima La Plata 3:3 Roberto Jorge, Francisco Sponda, Alberto Rival – Arturo Naón (2), José M. Minella                                                        |
| 1 lipca 1934 | CA Platense – Independiente 1:1 José Pérez – Vicente Rojas |
| 1 lipca 1934 | Racing Club de Avellaneda – Talleres Remedios de Escalada-Club Atlético Lanús 3:0 Ángel Chazarreta, Evaristo Barrera, Demetrio Conidares mecz rozegrany został na stadionie klubu River Plate |
| 1 lipca 1934 | San Lorenzo de Almagro – River Plate 2:0 Arturo Arrieta, Luis Rojas |

### Kolejka 15
| Data         | Mecz |
| ------------ | --- |
| 8 lipca 1934 | Estudiantes La Plata – CA Platense 4:1 Xenofonte Marconi (3), Bonifacio Casajous – Tomás Beristain                                                                                          |
| 8 lipca 1934 | CA Huracán – Chacarita Juniors 1:1 Herminio Masantonio k – Alfredo Gáspari |
| 8 lipca 1934 | Independiente – Racing Club de Avellaneda 1:3 Adolfo Martínez – Vicente Del Giúdice, Evaristo Barrera, Ángel Chazarreta                                                                     |
| 8 lipca 1934 | River Plate – Gimnasia y Esgrima La Plata 1:1 Bernabé Ferreyra – Arturo Naón |
| 8 lipca 1934 | Atlanta-Argentinos Juniors – San Lorenzo de Almagro 1:2 Desiderio Álvarez – Rubén Cavadini, Diego García mecz rozegrany został na stadionie klubu Chacarita Juniors                         |
| 8 lipca 1934 | Talleres Remedios de Escalada-Club Atlético Lanús – Ferro Carril Oeste 3:3 José Penner (2), Luis E. Pinto – Roberto Jorge (2), Alberto Rival mecz rozegrany został na stadionie klubu Lanús |
| 8 lipca 1934 | CA Vélez Sarsfield – Boca Juniors 2:2 Iván Mayo, Emilio Reuben – Julio Benavídez, Vicente Cusatti                                                                                           |

### Kolejka 16
| Data          | Mecz |
| ------------- | --- |
| 15 lipca 1934 | Chacarita Juniors – Boca Juniors 2:2 Miguel Bravo, Alfredo Gáspari – Delfín Benítez Cáceres (2)                                                                |
| 15 lipca 1934 | Ferro Carril Oeste – Independiente 1:3 Nicolás Infante – Andrés Coll, Vicente Rojas, Antonio Sastre                                                            |
| 15 lipca 1934 | Gimnasia y Esgrima La Plata – Atlanta-Argentinos Juniors 3:2 Arturo Naón (2, 1k), Alberto Palomino – Natalio Salvatori (2)                                     |
| 15 lipca 1934 | CA Platense – CA Vélez Sarsfield 3:3 Raúl Mezzadra, José Pérez (2) – Agustín Cosso (3)                                                                         |
| 15 lipca 1934 | Racing Club de Avellaneda – Estudiantes La Plata 1:2 Antonio De Mare – Daniel Sabio, Bonifacio Casajous mecz rozegrany został na stadionie klubu Independiente |
| 15 lipca 1934 | River Plate – Talleres Remedios de Escalada-Club Atlético Lanús 6:0 José Lamas, Carlos Peucelle, Natalio Perinetti, Bernabé Ferreyra (3)                       |
| 15 lipca 1934 | San Lorenzo de Almagro – CA Huracán 5:1 Diego García, Petronilo do Britos, Alberto Chividini (2), Rubén Cavadini – Antonio Lamas                               |

### Kolejka 17
| Data          | Mecz |
| ------------- | --- |
| 22 lipca 1934 | Boca Juniors – San Lorenzo de Almagro 3:5 Julio Benavídez, Roberto Cherro (2) – Arturo Arrieta (2), Petronilo do Brito, Diego García, Rubén Cavadini              |
| 22 lipca 1934 | Estudiantes La Plata – Ferro Carril Oeste 2:1 Daniel Sabio, Eduardo Sande – Raúl Emeal                                                                            |
| 22 lipca 1934 | CA Huracán – Gimnasia y Esgrima La Plata 2:3 Jorge Alberti, Herminio Masantonio – Pedro Farías, Arturo Naón, Armando Zoroza                                       |
| 22 lipca 1934 | Independiente – River Plate 1:0 Antonio Sastre |
| 22 lipca 1934 | CA Platense – Racing Club de Avellaneda 3:1 Raúl Mezzadra (2), José Pérez – Ángel Chazarreta                                                                      |
| 22 lipca 1934 | Atlanta-Argentinos Juniors – Talleres Remedios de Escalada-Club Atlético Lanús 0:2 Sabino Coletta, Ángel Alfonso mecz rozegrany został na stadionie klubu Atlanta |
| 22 lipca 1934 | CA Vélez Sarsfield – Chacarita Juniors 1:3 Agustín Cosso – Antonio Ruiz Díaz, Miguel Bravo, Clemente Villagra                                                     |

### Kolejka 18
| Data          | Mecz |
| ------------- | --- |
| 29 lipca 1934 | Ferro Carril Oeste – CA Platense 1:2 Raúl Emeal k – Tomás Beristain, Antonio Campilongo                                                                                 |
| 29 lipca 1934 | Gimnasia y Esgrima La Plata – Boca Juniors 1:3 Arturo Naón k – Julio Benavídez (2), Roberto Cherro                                                                      |
| 29 lipca 1934 | Racing Club de Avellaneda – CA Vélez Sarsfield 4:2 Evaristo Barrera (3), Demetrio Conidares – Agustín Cosso (2)                                                         |
| 29 lipca 1934 | River Plate – Estudiantes La Plata 2:0 Bernabé Ferreyra (2) |
| 29 lipca 1934 | San Lorenzo de Almagro – Chacarita Juniors 2:0 Alberto Chividini, Ernesto Closas                                                                                        |
| 29 lipca 1934 | Atlanta-Argentinos Juniors – Independiente 0:1 Andrés Coll mecz rozegrany został na stadionie klubu Atlanta                                                             |
| 29 lipca 1934 | Talleres Remedios de Escalada-Club Atlético Lanús – CA Huracán 1:1 Luis E. Pinto – Matías Barber mecz rozegrany został na stadionie klubu Talleres Remedios de Escalada |

### Kolejka 19
| Data            | Mecz |
| --------------- | --- |
| 5 sierpnia 1934 | Boca Juniors – Talleres Remedios de Escalada-Club Atlético Lanús 2:0 Julio Benavídez, Francisco Varallo                                        |
| 5 sierpnia 1934 | Chacarita Juniors – Gimnasia y Esgrima La Plata 3:3 Ricardo Barraza (2, 1k), Pedro Stochetti – Arturo Naón (2), Gabino Arregui                 |
| 5 sierpnia 1934 | Estudiantes La Plata – Atlanta-Argentinos Juniors 6:0 Iván De la Villa, Xenofonte Marconi (2), Eduardo Sande, Daniel Sabio, Bonifacio Casajous |
| 5 sierpnia 1934 | CA Huracán – Independiente 0:2 Antonio Sastre, Andrés Coll                                                                                     |
| 5 sierpnia 1934 | CA Platense – River Plate 0:5 Bernabé Ferreyra (3), Pedro Lago, Natalio Perinetti                                                              |
| 5 sierpnia 1934 | Racing Club de Avellaneda – Ferro Carril Oeste 1:1 Evaristo Barrera – Juan Maglio                                                              |
| 5 sierpnia 1934 | CA Vélez Sarsfield – San Lorenzo de Almagro 0:0                                                                                                |

### Kolejka 20
| Data             | Mecz |
| ---------------- | --- |
| 12 sierpnia 1934 | Ferro Carril Oeste – CA Vélez Sarsfield 0:2 José De Luca, Iván Mayo                                                                      |
| 12 sierpnia 1934 | Gimnasia y Esgrima La Plata – San Lorenzo de Almagro 0:2 Genaro Canteli, Arturo Arrieta                                                  |
| 12 sierpnia 1934 | CA Huracán – Estudiantes La Plata 3:1 Daniel Bálsamo, Domingo Fernández (2) – Iván De la Villa                                           |
| 12 sierpnia 1934 | Independiente – Boca Juniors 1:1 Arsenio Erico – Delfín Benítez Cáceres                                                                  |
| 12 sierpnia 1934 | River Plate – Racing Club de Avellaneda 0:0                                                                                              |
| 12 sierpnia 1934 | Atlanta-Argentinos Juniors – CA Platense 1:2 Carlos B. Moyano – Antonio Campilongo (2) mecz rozegrany został na stadionie klubu Atlanta  |
| 12 sierpnia 1934 | Talleres Remedios de Escalada-Club Atlético Lanús – Chacarita Juniors 3:0 José Penner 93) mecz rozegrany został na stadionie klubu Lanús |

### Kolejka 21
| Data             | Mecz |
| ---------------- | --- |
| 19 sierpnia 1934 | Boca Juniors – Estudiantes La Plata 4:2 Francisco Varallo, Julio Benavídez (2), Vicente Cusatti – Oscar Tellechea, Daniel Sabio                     |
| 19 sierpnia 1934 | Chacarita Juniors – Independiente 2:0 Antonio Ruiz Díaz (2)                                                                                         |
| 19 sierpnia 1934 | Ferro Carril Oeste – River Plate 1:3 Juan J. Zorrilla – Pedro Lago, Carlos Peucelle, Bernabé Ferreyra                                               |
| 19 sierpnia 1934 | CA Platense – CA Huracán 3:1 Antonio Campilongo, Pascual Molina, Raúl Mezzadra – Daniel Bálsamo                                                     |
| 19 sierpnia 1934 | San Lorenzo de Almagro – Talleres Remedios de Escalada-Club Atlético Lanús 3:2 Genaro Canteli, Jacinto Villalba (2) – José Penner (2)               |
| 22 sierpnia 1934 | Gimnasia y Esgrima La Plata – CA Vélez Sarsfield 6:2 Tomás González, Agustín Cosso s, Arturo Naón (3), Gabino Arregui – Emilio Reuben, Osvaldo Reta |
| 22 sierpnia 1934 | Racing Club de Avellaneda – Atlanta-Argentinos Juniors 3:1 Vicente Zito (2), Demetrio Conidares – A. Martino                                        |

### Kolejka 22
| Data             | Mecz |
| ---------------- | --- |
| 26 sierpnia 1934 | Boca Juniors – CA Platense 3:0 Vicente Cusatti, Francisco Varallo k, Ernesto Lazzatti |
| 26 sierpnia 1934 | Estudiantes La Plata – Chacarita Juniors 3:0 Daniel Sabio (2), Oscar Tellechea |
| 26 sierpnia 1934 | CA Huracán – Racing Club de Avellaneda 1:3 José E. Romero – Evaristo Barrera (2), Roberto Bugueyro |
| 26 sierpnia 1934 | Independiente – San Lorenzo de Almagro 2:2 Antonio Sastre, Pedro S. Valentini – Rubén Cavadini, Petronilo do Brito                                                                                          |
| 26 sierpnia 1934 | Atlanta Buenos Aires-Argentinos Juniors – Ferro Carril Oeste 1:2 A. Martino – Ramón Villagra, Nicolás Infante mecz rozegrany został na stadionie klubu Atlanta                                              |
| 26 sierpnia 1934 | Talleres Remedios de Escalada-Club Atlético Lanús – Gimnasia y Esgrima La Plata 2:1 Carlos Wilson, Alfredo González – Tomás González mecz rozegrany został na stadionie klubu Talleres Remedios de Escalada |
| 26 sierpnia 1934 | CA Vélez Sarsfield – River Plate 1:0 Iván Mayo |

### Kolejka 23
| Data            | Mecz |
| --------------- | --- |
| 2 września 1934 | Chacarita Juniors – CA Platense 0:2 Atilio García (2) |
| 2 września 1934 | Ferro Carril Oeste – CA Huracán 1:1 Ricardo Picallo – Herminio Masantonio |
| 2 września 1934 | Gimnasia y Esgrima La Plata – Independiente 3:4 Pedro Farías, Manuel Fidel, Tomás González – Arsenio Erico, Antonio Sastre (2), Luis Ravaschino                                   |
| 2 września 1934 | Racing Club de Avellaneda – Boca Juniors 1:2 Evaristo Barrera – Delfín Benítez Cáceres, Vicente Cusatti                                                                           |
| 2 września 1934 | River Plate – Atlanta Buenos Aires-Argentinos Juniors 2:1 Manuel Ferreira, Carlos Peucelle – A. Martino mecz rozegrany został na stadionie klubu Platense                         |
| 2 września 1934 | San Lorenzo de Almagro – Estudiantes La Plata 4:2 Diego García, Jacinto Villalba, Rubén Cavadini, Arturo Arrieta – Lorenzo Gilli s, Bonifacio Martín                              |
| 2 września 1934 | Talleres Remedios de Escalada-Club Atlético Lanús – CA Vélez Sarsfield 1:3 José Penner – Agustín Cosso, Iván Mayo, Salvador Merani mecz rozegrany został na stadionie klubu Lanús |

### Kolejka 24
| Data            | Mecz |
| --------------- | --- |
| 9 września 1934 | Boca Juniors – Ferro Carril Oeste 4:2 Delfín Benítez Cáceres (2), Roberto Cherro, Francisco Varallo – Ricardo Picallo, Alberto Rival        |
| 9 września 1934 | Chacarita Juniors – Racing Club de Avellaneda 2:3 Héctor Roselló, Antonio Ruiz Díaz – Demetrio Conidares, Eduardo Leoncio, Evaristo Barrera |
| 9 września 1934 | Estudiantes La Plata – Gimnasia y Esgrima La Plata 2:3 Daniel Sabio (2) – Juan Echevarrieta (2), Manuel Fidel                               |
| 9 września 1934 | CA Huracán – River Plate 2:1 Daniel Bálsamo, Matías Barber – Bernabé Ferreyra                                                               |
| 9 września 1934 | Independiente – Talleres Remedios de Escalada-Club Atlético Lanús 3:0 Pedro S. Valentini, Arsenio Erico (2)                                 |
| 9 września 1934 | CA Platense – San Lorenzo de Almagro 3:0 José Pérez, Cataldo Spitale, Raúl Mezzadra                                                         |
| 9 września 1934 | CA Vélez Sarsfield – Atlanta-Argentinos Juniors 6:1 Agustín Cosso (3), José De Luca (2), Iván Mayo – Carlos B. Moyano                       |

### Kolejka 25
| Data             | Mecz |
| ---------------- | --- |
| 16 września 1934 | Ferro Carril Oeste – Chacarita Juniors 2:3 Rubén Albarracín, Juan J. Zorrilla – Raúl Benavento (2), Antonio Ruiz Díaz                                             |
| 16 września 1934 | Gimnasia y Esgrima La Plata – CA Platense 1:1 Juan Echevarrieta – Pascual Molina mecz rozegrany został na stadionie klubu Estudiantes                             |
| 16 września 1934 | Independiente – CA Vélez Sarsfield 2:0 Pedro S. Valentini (2, 1k)                                                                                                 |
| 16 września 1934 | River Plate – Boca Juniors 0:1 Roberto Cherro |
| 16 września 1934 | San Lorenzo de Almagro – Racing Club de Avellaneda 1:1 Diego García – Demetrio Conidares                                                                          |
| 16 września 1934 | Atlanta-Argentinos Juniors – CA Huracán 0:0 mecz rozegrany został na stadionie klubu Chacarita Juniors                                                            |
| 16 września 1934 | Talleres Remedios de Escalada-Club Atlético Lanús – Estudiantes La Plata 1:1 José Torrosi – Miguel A. Lauri mecz rozegrany został na stadionie klubu Boca Juniors |

### Kolejka 26
Dnia 19 września 1934 roku unia Atlanta-Argentinos Juniors została rozwiązana z powodu wycofania się klubu Atlanta. Klub Argentinos Juniors do końca rozgrywek ligowych grał już samodzielnie.
| Data             | Mecz |
| ---------------- | --- |
| 23 września 1934 | Boca Juniors – Argentinos Juniors 3:2 Roberto Cherro Vicente Cusatti, Julio Benavídez – Carlos B. Moyano (2)                             |
| 23 września 1934 | Chacarita Juniors – River Plate 0:1 Pedro Lago                                                                                           |
| 23 września 1934 | Estudiantes La Plata – Independiente 1:0 Miguel A. Lauri                                                                                 |
| 23 września 1934 | CA Platense – Talleres Remedios de Escalada-Club Atlético Lanús 3:1 Pascual Molina, Antonio Campilongo (2) – Carlos Wilson               |
| 23 września 1934 | Racing Club de Avellaneda – Gimnasia y Esgrima La Plata 4:1 Vicente Zito (2), Evaristo Barrera (2) – Armando Zoroza                      |
| 23 września 1934 | San Lorenzo de Almagro – Ferro Carril Oeste 3:2 Jacinto Villalba, Petronilo do Brito, Arturo Arrieta k – Oscar Barralía, Lorenzo Gilli s |
| 23 września 1934 | CA Vélez Sarsfield – CA Huracán 2:2 Agustín Cosso, Victorio Spinetto – Herminio Masantonio, Daniel Bálsamo                               |

### Kolejka 27
| Data             | Mecz |
| ---------------- | --- |
| 30 września 1934 | Chacarita Juniors – Boca Juniors 1:3 Héctor Roselló – Vicente Cusatti, Delfín Benítez Cáceres (2)                                                 |
| 30 września 1934 | Ferro Carril Oeste – CA Huracán 1:1 Juan J. Zorrilla – Marcelo Spíndola mecz rozegrany został na stadionie klubu Boca Juniors                     |
| 30 września 1934 | Gimnasia y Esgrima La Plata – Argentinos Juniors 1:0 Pedro Farías mecz rozegrany został na stadionie klubu Estudiantes                            |
| 30 września 1934 | Racing Club de Avellaneda – CA Platense 5:0 Roberto Bugueyro, Evaristo Barrera (2), Demetrio Conidares (2)                                        |
| 30 września 1934 | River Plate – Independiente 1:0 Benjamín Laterza                                                                                                  |
| 30 września 1934 | San Lorenzo de Almagro – Estudiantes La Plata 2:2 Gabriel Magán (2) – Eduardo Sande, Daniel Sabio                                                 |
| 30 września 1934 | Talleres Remedios de Escalada-Club Atlético Lanús – CA Vélez Sarsfield 0:0 mecz rozegrany został na stadionie klubu Talleres Remedios de Escalada |

### Kolejka 28
| Data                 | Mecz |
| -------------------- | --- |
| 7 października 1934  | Argentinos Juniors – San Lorenzo de Almagro 0:3 Jacinto Villalba, Petronilo do Brito (2) mecz rozegrany został na stadionie klubu River Plate   |
| 7 października 1934  | Boca Juniors – Gimnasia y Esgrima La Plata 3:2 Moisés Alves do Rio, Francisco Varallo (2) – Pedro Farías, Alberto Palomino                      |
| 7 października 1934  | Estudiantes La Plata – Ferro Carril Oeste 4:3 Daniel Sabio (2), Miguel A. Lauri (2) – Juan J. Zorrilla, Oscar Barralía, Raúl Emeal              |
| 7 października 1934  | CA Huracán – Talleres Remedios de Escalada-Club Atlético Lanús 3:0 Daniel Bálsamo (2), Herminio Masantonio                                      |
| 7 października 1934  | CA Platense – River Plate 3:4 Pascual Molina, Raúl Mezzadra, Tomás Beristain – José Lamas, Manuel Ferreira, Natalio Perinetti, Benjamín Laterza |
| 7 października 1934  | CA Vélez Sarsfield – Racing Club de Avellaneda 2:2 Agustín Cosso (2, 1k) – Roberto Bugueyro, Demetrio Conidares                                 |
| 14 października 1934 | Independiente – Chacarita Juniors 4:2 Pedro S. Valentini, José Ibáñez, Antonio Sastre, Arsenio Erico – Héctor Roselló, Clemente Villagra        |

### Kolejka 29
| Data                 | Mecz |
| -------------------- | --- |
| 21 października 1934 | Chacarita Juniors – CA Vélez Sarsfield 3:1 Raúl Benavento, Ernesto Duchini, Héctor Roselló – Iván Mayo |
| 21 października 1934 | Ferro Carril Oeste – Boca Juniors 2:6 Oscar Barralía (2) – Roberto Cherro (2), Delfín Benítez Cáceres, Vicente Cusatti, Francisco Varallo, Luis A. Sánchez mecz rozegrany został na stadionie klubu Platense |
| 21 października 1934 | Gimnasia y Esgrima La Plata – CA Platense 3:2 Roberto Jorge (2), Juan Echevarrieta – Gregorio Esperón, Tomás Beristain mecz rozegrany został na stadionie klubu Boca Juniors                                 |
| 21 października 1934 | Racing Club de Avellaneda – Estudiantes La Plata 0:1 Alberto Zozaya |
| 21 października 1934 | River Plate – CA Huracán 2:1 Manuel Ferreira, José Lamas – Francisco Viacaba |
| 21 października 1934 | San Lorenzo de Almagro – Independiente 0:4 Antonio Sastre (2), Arsenio Erico, Pedro S. Valentini |
| 21 października 1934 | Talleres Remedios de Escalada-Club Atlético Lanús – Argentinos Juniors 1:1 Alfredo González – Porfirio Sosa Largo mecz rozegrany został na stadionie klubu Lanús                                             |

### Kolejka 30
| Data                 | Mecz |
| -------------------- | --- |
| 28 października 1934 | Argentinos Juniors – Ferro Carril Oeste 0:2 Nicolás Infante, Ricardo Picallo                                        |
| 28 października 1934 | Boca Juniors – San Lorenzo de Almagro 1:2 Francisco Varallo – Jacinto Villalba, Luis Rojas                          |
| 28 października 1934 | Estudiantes La Plata – Talleres Remedios de Escalada-Club Atlético Lanús 1:0 Daniel Sabio                           |
| 28 października 1934 | CA Huracán – Racing Club de Avellaneda 3:1 Ricardo Gil, Herminio Masantonio, Marcelo Spíndola – Vicente Del Giúdice |
| 28 października 1934 | Independiente – Gimnasia y Esgrima La Plata 1:1 Antonio Sastre – Roberto Jorge                                      |
| 28 października 1934 | CA Platense – Chacarita Juniors 3:3 Atilio García (2), Raúl Mezzadra – Raúl Benavento, Miguel Corna, Héctor Roselló |
| 28 października 1934 | CA Vélez Sarsfield – River Plate 0:1 Manuel Ferreira                                                                |

### Kolejka 31
| Data             | Mecz |
| ---------------- | --- |
| 1 listopada 1934 | Chacarita Juniors – CA Huracán 1:2 José E. Romero s – Daniel Bálsamo, Ricardo Gil                                                                                            |
| 1 listopada 1934 | Ferro Carril Oeste – Independiente 3:2 Emilio Leguizamón, Oscar Barralía (2) – Antonio Sastre, Rodolfo De Jonge                                                              |
| 1 listopada 1934 | Gimnasia y Esgrima La Plata – CA Vélez Sarsfield 3:6 Manuel Fidel, Gabino Arregui, Armando Zoroza – Emilio Reuben (2), Agustín Cosso (3), Iván Mayo                          |
| 1 listopada 1934 | Racing Club de Avellaneda – Argentinos Juniors 7:2 Evaristo Barrera (3), Vicente Del Giúdice, Roberto Bugueyro, Demetrio Conidares (2) – Osvaldo Ciatti, Tomás Colao         |
| 1 listopada 1934 | River Plate – Estudiantes La Plata 4:1 José Lamas (2), Carlos Locasso (2) – Daniel Sabio                                                                                     |
| 1 listopada 1934 | San Lorenzo de Almagro – CA Platense 1:1 Diego García – Bartolomé Brizuela s                                                                                                 |
| 1 listopada 1934 | Talleres Remedios de Escalada-Club Atlético Lanús – Boca Juniors 1:3 José Penner – Roberto Cherro (3) mecz rozegrany został na stadionie klubu Talleres Remedios de Escalada |

### Kolejka 32
Dnia 3 listopada 1934 roku organizująca od trzech lat rozgrywki ligi zawodowej Liga Argentina de Football połączyła się z organizującą rozgrywki ligowe w okresie futbolu amatorskiego federacją Asociación Argentina de Football. Utworzona została jedna federacja o nazwie Asociación del Football Argentino i w ten sposób rok 1934 był ostatnim, w którym Argentyna miała dwóch mistrzów w rozgrywkach organizowanych przez dwie różne federacje piłkarskie.
| Data             | Mecz |
| ---------------- | --- |
| 4 listopada 1934 | Argentinos Juniors – Chacarita Juniors 1:3 Julio Bottini – Antonio Ruiz Díaz (2), Miguel Corna                                                         |
| 4 listopada 1934 | Boca Juniors – River Plate 2:0 Francisco Varallo, Delfín Benítez Cáceres                                                                               |
| 4 listopada 1934 | Estudiantes La Plata – Gimnasia y Esgrima La Plata 1:1 Eduardo Sande – Gabino Arregui                                                                  |
| 4 listopada 1934 | CA Huracán – San Lorenzo de Almagro 2:1 Domingo Fernández, Ricardo Gil – Petronilo do Brito mecz rozegrany został na stadionie klubu Chacarita Juniors |
| 4 listopada 1934 | Independiente – Racing Club de Avellaneda 1:1 Pedro S. Valentini – Evaristo Barrera                                                                    |
| 4 listopada 1934 | CA Platense – Talleres Remedios de Escalada-Club Atlético Lanús 2:2 Atilio García, José Perez – José Torrosi, José Penner                              |
| 4 listopada 1934 | CA Vélez Sarsfield – Ferro Carril Oeste 6:0 Victorio Spinetto (2), Hortensio Pellizari s, Agustín Cosso (2), Emilio Reuben                             |

### Kolejka 33
| Data              | Mecz |
| ----------------- | --- |
| 11 listopada 1934 | Boca Juniors – Argentinos Juniors 4:2 Francisco Varallo (3), Luis A. Sánchez – Julio Bottini, A. Martino                                                                                |
| 11 listopada 1934 | Chacarita Juniors – Talleres Remedios de Escalada-Club Atlético Lanús 2:0 Alfredo Gáspari (2)                                                                                           |
| 11 listopada 1934 | Estudiantes La Plata – Independiente 2:4 Xenofonte Marconi (2) – Antonio Sastre, Arsenio Erico (3)                                                                                      |
| 11 listopada 1934 | Ferro Carril Oeste – Gimnasia y Esgrima La Plata 2:2 Raúl Emeal, Oscar Barralía – Juan Echevarrieta, Alberto Palomino                                                                   |
| 11 listopada 1934 | CA Platense – CA Huracán 1:2 Atilio García – Domingo Fernández, Marcelo Spíndola |
| 11 listopada 1934 | Racing Club de Avellaneda – River Plate 3:1 Vicente Del Giúdice, Evaristo Barrera (2) – José Lamas                                                                                      |
| 11 listopada 1934 | San Lorenzo de Almagro – CA Vélez Sarsfield 3:2 Jacinto Villalba, Petronilo do Brito, Rubén Cavadini – Agustín Cosso, Osvaldo Reta mecz rozegrany został na stadionie klubu River Plate |

### Kolejka 34
| Data              | Mecz |
| ----------------- | --- |
| 18 listopada 1934 | Argentinos Juniors – CA Platense 1:4 José Saccone – Miguel A. Pantó, Raúl Mezzadra, Pascual Molina, Antonio Campilongo                                                                           |
| 18 listopada 1934 | CA Huracán – Gimnasia y Esgrima La Plata 2:1 Herminio Masantonio, Matías Barber – Juan Echevarrieta mecz rozegrany został na stadionie klubu Boca Juniors                                        |
| 18 listopada 1934 | Independiente – Boca Juniors 1:1 Antonio Sastre – Julio Benavídez |
| 18 listopada 1934 | River Plate – Ferro Carril Oeste 6:0 Pedro Lago, Carlos Peucelle, Carlos Locasso (2), Bernabé Ferreyra (2)                                                                                       |
| 18 listopada 1934 | San Lorenzo de Almagro – Chacarita Juniors 4:3 Jacinto Villalba, Arturo Arrieta, Petronilo do Brito, Rubén Cavadini – Raúl Benavento (2), Alfredo Gáspari                                        |
| 18 listopada 1934 | Talleres Remedios de Escalada-Club Atlético Lanús – Racing Club de Avellaneda 3:1 José Torrosi, Aníbal Troncoso, Daniel Pícaro – Evaristo Barrera mecz rozegrany został na stadionie klubu Lanús |
| 18 listopada 1934 | CA Vélez Sarsfield – Estudiantes La Plata 1:2 Agustín Cosso – Miguel A. Lauri, Xenofonte Marconi                                                                                                 |

### Kolejka 35
| Data              | Mecz |
| ----------------- | --- |
| 25 listopada 1934 | Boca Juniors – CA Vélez Sarsfield 3:1 Roberto Cherro (3) – Isidro Sanabria                                       |
| 25 listopada 1934 | Estudiantes La Plata – Chacarita Juniors 1:0 Alberto Zozaya mecz rozegrany został na stadionie klubu River Plate |
| 25 listopada 1934 | Ferro Carril Oeste – Talleres Remedios de Escalada-Club Atlético Lanús 2:0 Oscar Barralía, Ricardo Picallo       |
| 25 listopada 1934 | Gimnasia y Esgrima La Plata – River Plate 3:1 Gabino Arregui (2), Juan Echevarrieta – Manuel Ferreira            |
| 25 listopada 1934 | CA Huracán – Argentinos Juniors 2:0 Herminio Masantonio (2)                                                      |
| 25 listopada 1934 | CA Platense – Independiente 1:0 Osvaldo Corral k mecz rozegrany został na stadionie klubu Chacarita Juniors      |
| 25 listopada 1934 | Racing Club de Avellaneda – San Lorenzo de Almagro 2:2 Demetrio Conidares (2) – Gabriel Canteli (2)              |

### Kolejka 36
| Data           | Mecz |
| -------------- | --- |
| 2 grudnia 1934 | Chacarita Juniors – Racing Club de Avellaneda 2:2 Héctor Roselló, Ernesto Duchini – Evaristo Barrera, Roberto Bugueyro                                                                     |
| 2 grudnia 1934 | Estudiantes La Plata – Boca Juniors 3:1 Alberto Zozaya (3) – Ernesto Lazzatti |
| 2 grudnia 1934 | Independiente – CA Huracán 2:1 José Insúa, Antonio Sastre – Herminio Masantonio mecz rozegrany został na stadionie klubu River Plate                                                       |
| 2 grudnia 1934 | River Plate – Argentinos Juniors 5:2 Bernabé Ferreyra, Carlos Peucelle (2), Manuel Ferreira (2) – Luis Vassini, Julio Bottini mecz rozegrany został na stadionie klubu Ferro Carril Oeste  |
| 2 grudnia 1934 | San Lorenzo de Almagro – Ferro Carril Oeste 4:0 Diego García (2), Rubén Cavadini, Petronilo do Brito                                                                                       |
| 2 grudnia 1934 | Talleres Remedios de Escalada-Club Atlético Lanús – Gimnasia y Esgrima La Plata 1:1 Aníbal Troncoso – Roberto Jorge mecz rozegrany został na stadionie klubu Talleres Remedios de Escalada |
| 2 grudnia 1934 | CA Vélez Sarsfield – CA Platense 4:0 Emilio Reuben, Agustín Cosso (2), Iván Mayo |

### Kolejka 37
| Data           | Mecz |
| -------------- | --- |
| 9 grudnia 1934 | Argentinos Juniors – Independiente 1:5 Natalio Salvatori – Pedro S. Valentini, Antonio Sastre (2), Arsenio Erico, Rodolfo De Jonge                                         |
| 9 grudnia 1934 | Ferro Carril Oeste – Chacarita Juniors 2:2 Ramón Villagra, Nilo Odriozola – Héctor Roselló, Alfredo Gáspari                                                                |
| 9 grudnia 1934 | Gimnasia y Esgrima La Plata – San Lorenzo de Almagro 3:1 Juan Echevarrieta, Pedro Farías, Gabino Arregui – Petronilo do Brito                                              |
| 9 grudnia 1934 | CA Huracán – CA Vélez Sarsfield 7:2 Herminio Masantonio (4), Marcelo Spíndola, Carlos Belfiore, Daniel Bálsamo – Iván Mayo, Agustín Cosso                                  |
| 9 grudnia 1934 | CA Platense – Estudiantes La Plata 2:0 Pascual Molina, Tomás Beristain |
| 9 grudnia 1934 | Racing Club de Avellaneda – Boca Juniors 2:1 Evaristo Barrera, Demetrio Conidares – Delfín Benítez Cáceres mecz rozegrany został na stadionie klubu San Lorenzo de Almagro |
| 9 grudnia 1934 | River Plate – Talleres Remedios de Escalada-Club Atlético Lanús 5:0 Carlos Locasso, Bernabé Ferreyra, Carlos Peucelle (3)                                                  |

### Kolejka 38
| Data            | Mecz |
| --------------- | --- |
| 16 grudnia 1934 | Boca Juniors – CA Platense 5:1(2:0) Widzowie: 11 000 Sędzia: Macías Bramki: 1:0 Cherro 30, 2:0 Varallo 47, 3:0 Varallo 53, 4:0 Zatelli 60, 4:1 Pérez 66, 5:1 Varallo 73 Club Atlético Boca Juniors: Yustrich – Moisés, Bibí, Vernieres, Lazzatti, Suárez, Zatelli, Benítez Cáceres, Varallo, Cherro, Cusatti. Club Atlético Platense: González – Corral, Blanco, Esperón, Spitale, Pajoni, Campilongo, Mezzadra, Molina, Pérez, Beristain. |
| 16 grudnia 1934 | Chacarita Juniors – Gimnasia y Esgrima La Plata 4:2 Raúl Benavento, Alfredo Gáspari, Octavio Biancotti (2) – Roberto Jorge (2) |
| 16 grudnia 1934 | Estudiantes La Plata – CA Huracán 2:0 Alberto Zozaya, Eduardo Sande |
| 16 grudnia 1934 | Independiente – Talleres Remedios de Escalada-Club Atlético Lanús 2:0 José Insúa (2) mecz rozegrany został na stadionie klubu River Plate |
| 16 grudnia 1934 | Racing Club de Avellaneda – Ferro Carril Oeste 4:1 Evaristo Barrera (3), Roberto Bugueyro – Oscar Barralía |
| 16 grudnia 1934 | San Lorenzo de Almagro – River Plate 2:1 Jacinto Villalba, Petronilo do Brito – Bruno Rodolfi |
| 16 grudnia 1934 | CA Vélez Sarsfield – Argentinos Juniors 4:2 Emilio Reuben (2), Iván Mayo (2) – Natalio Salvatori, Emilio Méndez |

### Kolejka 39
| Data            | Mecz |
| --------------- | --- |
| 23 grudnia 1934 | Argentinos Juniors – Estudiantes La Plata 0:0 |
| 23 grudnia 1934 | Gimnasia y Esgrima La Plata – Racing Club de Avellaneda 1:4 Pedro Farías – Vicente Del Giúdice, Evaristo Barrera (2), Vicente Zito                                  |
| 23 grudnia 1934 | CA Huracán – Boca Juniors 5:2 Daniel Bálsamo, Herminio Masantonio (4) – Vicente Cusatti (2)                                                                         |
| 23 grudnia 1934 | Independiente – CA Vélez Sarsfield 1:0 Pedro S. Valentini mecz rozegrany został na stadionie klubu Ferro Carril Oeste                                               |
| 23 grudnia 1934 | CA Platense – Ferro Carril Oeste 2:0 Tomás Beristain, Pascual Molina mecz rozegrany został na stadionie klubu Chacarita Juniors                                     |
| 23 grudnia 1934 | River Plate – Chacarita Juniors 3:0 Pedro Lago (2), Bernabé Ferreyra                                                                                                |
| 23 grudnia 1934 | Talleres Remedios de Escalada-Club Atlético Lanús – San Lorenzo de Almagro 2:1 José Torrosi (2) – Petronilo do Brito mecz rozegrany został na stadionie klubu Lanús |

### Końcowa tabela ligi zawodowej sezonu 1934
| Poz | Klub                                              | Mecze | Zw | Rem | Por | Pkt | BrZd | BrStr |
| --- | ------------------------------------------------- | ----- | -- | --- | --- | --- | ---- | ----- |
| 1   | Boca Juniors                                      | 39    | 23 | 9   | 7   | 55  | 101  | 62    |
| 2   | Independiente                                     | 39    | 23 | 8   | 8   | 54  | 73   | 41    |
| 3   | San Lorenzo de Almagro                            | 39    | 22 | 7   | 10  | 51  | 84   | 63    |
| 4   | River Plate                                       | 39    | 23 | 4   | 12  | 50  | 91   | 44    |
| 5   | Estudiantes La Plata                              | 39    | 17 | 10  | 12  | 44  | 70   | 56    |
| 6   | Racing Club de Avellaneda                         | 39    | 18 | 7   | 14  | 43  | 83   | 64    |
| 7   | CA Platense                                       | 39    | 16 | 11  | 12  | 43  | 70   | 74    |
| 8   | CA Vélez Sarsfield                                | 39    | 16 | 9   | 14  | 41  | 80   | 70    |
| 9   | Gimnasia y Esgrima La Plata                       | 39    | 14 | 10  | 15  | 38  | 82   | 86    |
| 10  | CA Huracán                                        | 39    | 14 | 9   | 16  | 37  | 59   | 67    |
| 11  | Chacarita Juniors                                 | 39    | 13 | 8   | 18  | 34  | 63   | 74    |
| 12  | Talleres Remedios de Escalada-Club Atlético Lanús | 39    | 8  | 11  | 20  | 27  | 50   | 81    |
| 13  | Ferro Carril Oeste                                | 39    | 6  | 8   | 25  | 20  | 51   | 100   |
| 14  | Argentinos Juniors                                | 39    | 2  | 5   | 32  | 9   | 38   | 113   |

### Klasyfikacja strzelców bramek 1934
| Gole | Piłkarz             | Klub                        |
| ---- | ------------------- | --------------------------- |
| 34   | Evaristo Barrera    | Racing Club de Avellaneda   |
| 33   | Agustín Cosso       | CA Vélez Sarsfield          |
| 30   | Bernabé Ferreyra    | River Plate                 |
| 25   | Arturo Naón         | Gimnasia y Esgrima La Plata |
| 23   | Herminio Masantonio | CA Huracán                  |